# Cyclisme aux Jeux panaméricains de 1963
Navigation
Jeux panaméricains de 1959 Jeux panaméricains de 1967
Les compétitions de cyclisme des Jeux panaméricains 1963 se sont déroulées du 20 avril au 5 mai à São Paulo, Brésil.

## Podiums

### Courses sur route
| Compétitions                 | Or                                                   | Argent                                                              | Bronze                                                                  |
| ---------------------------- | ---------------------------------------------------- | ------------------------------------------------------------------- | ----------------------------------------------------------------------- |
| Course en ligne individuelle | Gregorio Carrizalez (es) (VEN)                       | Wilde Baridón (en) (URU)                                            | Delmo Delmastro (es) (ARG)                                              |
| Course en ligne par équipes  | Uruguay Wilde Baridón (en) Juan Bettega Tomás Correa | États-Unis Michael Hiltner (en) Robert Tetzlaff (de) Robert Parsons | Venezuela Gregorio Carrizalez (es) Armando Blanco (es) Silvio Rodríguez |

### Courses sur piste
| Compétitions          | Or                                                                                        | Argent                                                                              | Bronze                                                                          |
| --------------------- | ----------------------------------------------------------------------------------------- | ----------------------------------------------------------------------------------- | ------------------------------------------------------------------------------- |
| Kilomètre             | Carlos Alberto Vázquez (en) (ARG)                                                         | Roger Gibbon (TRI)                                                                  | Anésio Argenton (pt) (BRA)                                                      |
| Vitesse               | Roger Gibbon (TRI)                                                                        | James Rossi (en) (USA)                                                              | Edgardo Molinaroli (ARG)                                                        |
| Poursuite par équipes | Uruguay Rubén Etchebarne (ca) Alberto Velázquez (en) Luis Serra (es) Juan José Timón (es) | Argentine Ernesto Contreras Héctor Acosta (ca) Alberto Trillo (en) Juan Brotto (en) | Mexique Mauricio Mata (en) Jacinto Brito (en) Melesio Soto (en) Enrique Barajas |